# 16-я ударная авиационная группа
16-я ударная авиационная группа — оперативная авиационная группа в Великой Отечественной войне, созданная для решения оперативных (оперативно-тактических) задач самостоятельно и в составе фронтов во взаимодействии с войсками (силами) и средствами других видов вооружённых сил (родов войск (сил)) в операциях сухопутных войск и военно-морских сил.

## Наименование
- 16-я ударная авиационная группа

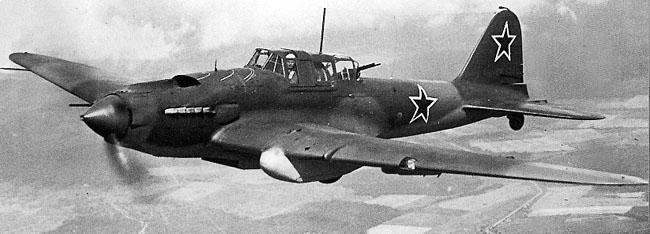
самолёт группы Ил-2

- авиационная группа генерала Белецкого[1]

## История и боевой путь группы
16-я ударная авиационная группа сформирована 23 апреля 1942 года на основании Приказа НКО № 0074 в целях массирования усилий авиации на решающих направлениях при проведении наземных и морских операций. В составе группы входили:
- управление авиагруппы по штату 015/250;
- 65-я рота связи;
- 12-й истребительный авиационный полк на Як-1;
- 32-й истребительный авиационный полк на Як-1;
- 217-й штурмовой авиационный полк на Ил-2.

Согласно приказу группа должна была быть сформирована к 1 мая 1942 года на аэродромах в районе Ейска.
16-я ударная группа 7 июня 1942 года Приказом НКО № 00110 от 3 июня 1942 года была обращена на формирование 237-й истребительной авиационной дивизии.
В составе действующей армии группа находилась с 23 апреля 1942 года по 7 июня 1942 года.

## Командир группы
| Звание       | Ф. И. О.                   | Период                  |
| ------------ | -------------------------- | ----------------------- |
| подполковник | Коробков Павел Терентьевич | 23.04.1942 — 12.06.1942 |

## В составе соединений и объединений
| Период        | Фронт (округ) | армия                           | примечание                                             |
| ------------- | ------------- | ------------------------------- | ------------------------------------------------------ |
| 23.04.1942 г. | Ставка ВГК    | Ударные авиационные группы СВГК | в оперативном подчинении ВВС Крымского фронта          |
| 20.05.1942 г. | Ставка ВГК    | Ударные авиационные группы СВГК | в оперативном подчинении ВВС Северо-Кавказского фронта |
| 07.06.1942 г. | Ставка ВГК    | Ударные авиационные группы СВГК | переформирована                                        |

## Состав
| Период                        | Части                                   | Примечание                                                                     |
| ----------------------------- | --------------------------------------- | ------------------------------------------------------------------------------ |
| 23.04.1942 г. — 28.04.1942 г. | 32-й истребительный авиационный полк    | Як-1, убыл в 8-й зиап                                                          |
| 23.04.1942 г. — 02.05.1942 г. | 12-й истребительный авиационный полк    | Як-1, убыл в подчинение командования 62-й авиабригады ВВС Черноморского флота. |
| 23.04.1942 г. — 07.06.1942 г. | 133-й истребительный авиационный полк   | И-153, 25.06 убыл на доукомплектование в 16-й зиап                             |
| 23.04.1942 г. — 09.06.1942 г. | 482-й истребительный авиационный полк   | И-153, включён в состав 265-й иад                                              |
| 18.05.1942 г. — 07.06.1942 г. | 347-й истребительный авиационный полк   | И-153, включён в состав 236-й иад                                              |
| 20.05.1942 г. — 07.06.1942 г. | 763-й бомбардировочный авиационный полк | По-2, включён в состав 236-й иад                                               |
| 28.05.1942 г. — 07.06.1942 г. | 36-й истребительный авиационный полк    | И-16, включён в состав 237-й иад                                               |

## Участие в операциях и битвах
- Поддержка войск Северо-Кавказского фронта — с 23 апреля 1942 года по 7 июня 1942 года.